# Trémentines
Trémentines ist eine französische Gemeinde mit 3.078 Einwohnern (Stand: 1. Januar 2022) im Département Maine-et-Loire in der Region Pays de la Loire. Sie gehört zum Arrondissement Cholet und ist Mitglied im Gemeindeverband Cholet Agglomération. Die Bewohner werden Trémentinais und Trémentinaises genannt.

## Geografie

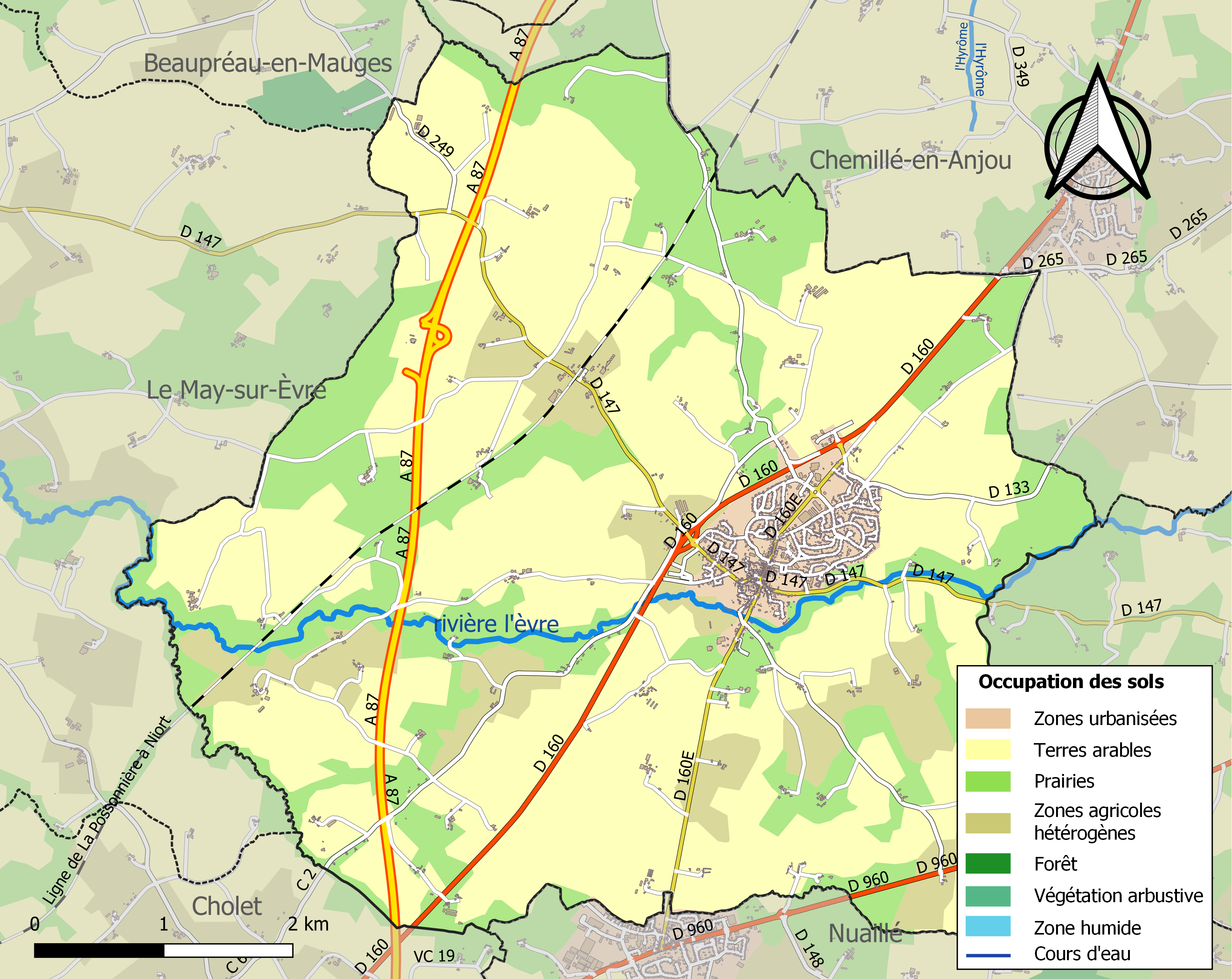
Bodennutzung, Hydrografie und Infrastruktur der Gemeinde (2018)

Trémentines liegt etwa 10 Kilometer nordöstlich von Cholet und etwa 43 Kilometer südsüdwestlich von Angers in der Région naturelle Mauges und historisch gesehen im Südwesten der Provinz Anjou. Die Gemeinde befindet sich im Einzugsgebiet der Loire auf etwa 1320 m Höhe und wird von der Èvre, vom Ruisseau de la Forêt Bonamy, vom Ruisseau de la Singère, vom Boisardière, vom Ruisseau de Landebry, vom Ruisseau de l’Éperonnière, vom Ruisseau de Montbault, vom Ruisseau du Grand Noyer und verschiedenen kleineren Bächen entwässert.
Teile des Gebiets von Trémentines gehören zu den beiden ZNIEFF-Naturzonen „Zone à l’ouest des Poteries“ (520012921) und „Pont voûté à la pointe“ (520016124). Etwa 97 % der Fläche der Gemeinde werden landwirtschaftlich genutzt, der Anteil an bebauten Flächen beträgt 3 %.
Umgeben wird Trémentines von den Nachbargemeinden Beaupréau-en-Mauges im Nordwesten, Chemillé-en-Anjou im Norden, Vezins im Osten, Nuaillé im Süden, Cholet im Südwesten und Le May-sur-Èvre im Westen.

## Bevölkerungsentwicklung

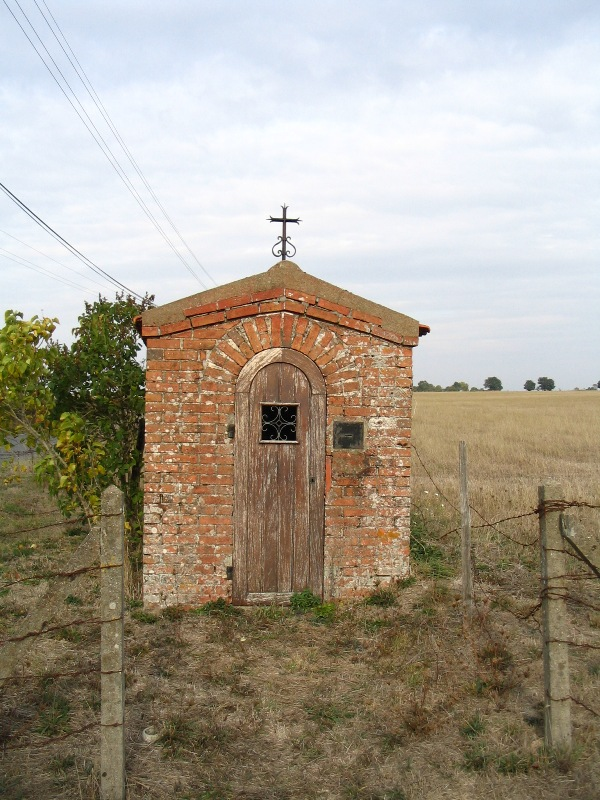
Kapelle von Trémentines

| Trémentines: Einwohnerzahlen von 1793 bis 2020                                                                             | Trémentines: Einwohnerzahlen von 1793 bis 2020 | Trémentines: Einwohnerzahlen von 1793 bis 2020 | Trémentines: Einwohnerzahlen von 1793 bis 2020 | Trémentines: Einwohnerzahlen von 1793 bis 2020 |
| --- | ---------------------------------------------- | ---------------------------------------------- | ---------------------------------------------- | ---------------------------------------------- |
| Jahr |                                                |                                                |                                                | Einwohner                                      |
| 1793 | 1793                                           |                                                | 2.253                                          | 2.253                                          |
| 1800 | 1800                                           |                                                | 1.630                                          | 1.630                                          |
| 1806 | 1806                                           |                                                | 1.491                                          | 1.491                                          |
| 1821 | 1821                                           |                                                | 1.802                                          | 1.802                                          |
| 1831 | 1831                                           |                                                | 2.005                                          | 2.005                                          |
| 1836 | 1836                                           |                                                | 2.038                                          | 2.038                                          |
| 1841 | 1841                                           |                                                | 2.033                                          | 2.033                                          |
| 1846 | 1846                                           |                                                | 2.055                                          | 2.055                                          |
| 1851 | 1851                                           |                                                | 2.162                                          | 2.162                                          |
| 1856 | 1856                                           |                                                | 2.287                                          | 2.287                                          |
| 1861 | 1861                                           |                                                | 2.358                                          | 2.358                                          |
| 1866 | 1866                                           |                                                | 2.411                                          | 2.411                                          |
| 1872 | 1872                                           |                                                | 2.337                                          | 2.337                                          |
| 1876 | 1876                                           |                                                | 2.247                                          | 2.247                                          |
| 1881 | 1881                                           |                                                | 2.157                                          | 2.157                                          |
| 1886 | 1886                                           |                                                | 2.005                                          | 2.005                                          |
| 1891 | 1891                                           |                                                | 1.966                                          | 1.966                                          |
| 1896 | 1896                                           |                                                | 1.919                                          | 1.919                                          |
| 1901 | 1901                                           |                                                | 1.853                                          | 1.853                                          |
| 1906 | 1906                                           |                                                | 1.872                                          | 1.872                                          |
| 1911 | 1911                                           |                                                | 1.832                                          | 1.832                                          |
| 1921 | 1921                                           |                                                | 1.591                                          | 1.591                                          |
| 1926 | 1926                                           |                                                | 1.619                                          | 1.619                                          |
| 1931 | 1931                                           |                                                | 1.545                                          | 1.545                                          |
| 1936 | 1936                                           |                                                | 1.540                                          | 1.540                                          |
| 1946 | 1946                                           |                                                | 1.599                                          | 1.599                                          |
| 1954 | 1954                                           |                                                | 1.693                                          | 1.693                                          |
| 1962 | 1962                                           |                                                | 1.797                                          | 1.797                                          |
| 1968 | 1968                                           |                                                | 2.037                                          | 2.037                                          |
| 1975 | 1975                                           |                                                | 2.341                                          | 2.341                                          |
| 1982 | 1982                                           |                                                | 2.805                                          | 2.805                                          |
| 1990 | 1990                                           |                                                | 3.034                                          | 3.034                                          |
| 1999 | 1999                                           |                                                | 2.817                                          | 2.817                                          |
| 2006 | 2006                                           |                                                | 2.794                                          | 2.794                                          |
| 2013 | 2013                                           |                                                | 2.823                                          | 2.823                                          |
| 2020 | 2020                                           |                                                | 3.085                                          | 3.085                                          |
| Quelle(n): EHESS/Cassini bis 1999, INSEE ab 2006 Anmerkung(en): Ab 1962 offizielle Zahlen ohne Einwohner mit Zweitwohnsitz |                                                |                                                |                                                |                                                |

## Sehenswürdigkeiten
- Menhir im Weiler Parchambault, genannt „La Pierre-Fiche“, „La Pierre-Frite“ oder auch „La Pierre-qui-Tourne“
- Menhir im Weiler La Grande-Vernière, auch „Pré-de-la-Chapelle“ genannt
- Kirche Notre-Dame et Saint-Euvert aus dem 19. Jahrhundert; sie birgt zahlreiche Ausstattungsgegenstände, die in der Base Palissy gelistet sind, darunter eine große Anzahl, die als Monument historique der beweglichen Objekte klassifiziert sind.
- Kapelle und Kreuz an der Straße nach Nuaillé
- Burg La Forêtrie aus dem 14. oder 15. Jahrhundert
- Burg La Florencière aus dem 15. Jahrhundert
- Burg La Boulaie aus dem 16. Jahrhundert
- Herrenhaus Le Puy-Guilbault, vermutlich aus dem 16. Jahrhundert
- Herrenhaus Le Carteron, vermutlich aus dem 16. Jahrhundert
- Herrenhaus La Guilbauderie aus dem 15. und 16. Jahrhundert

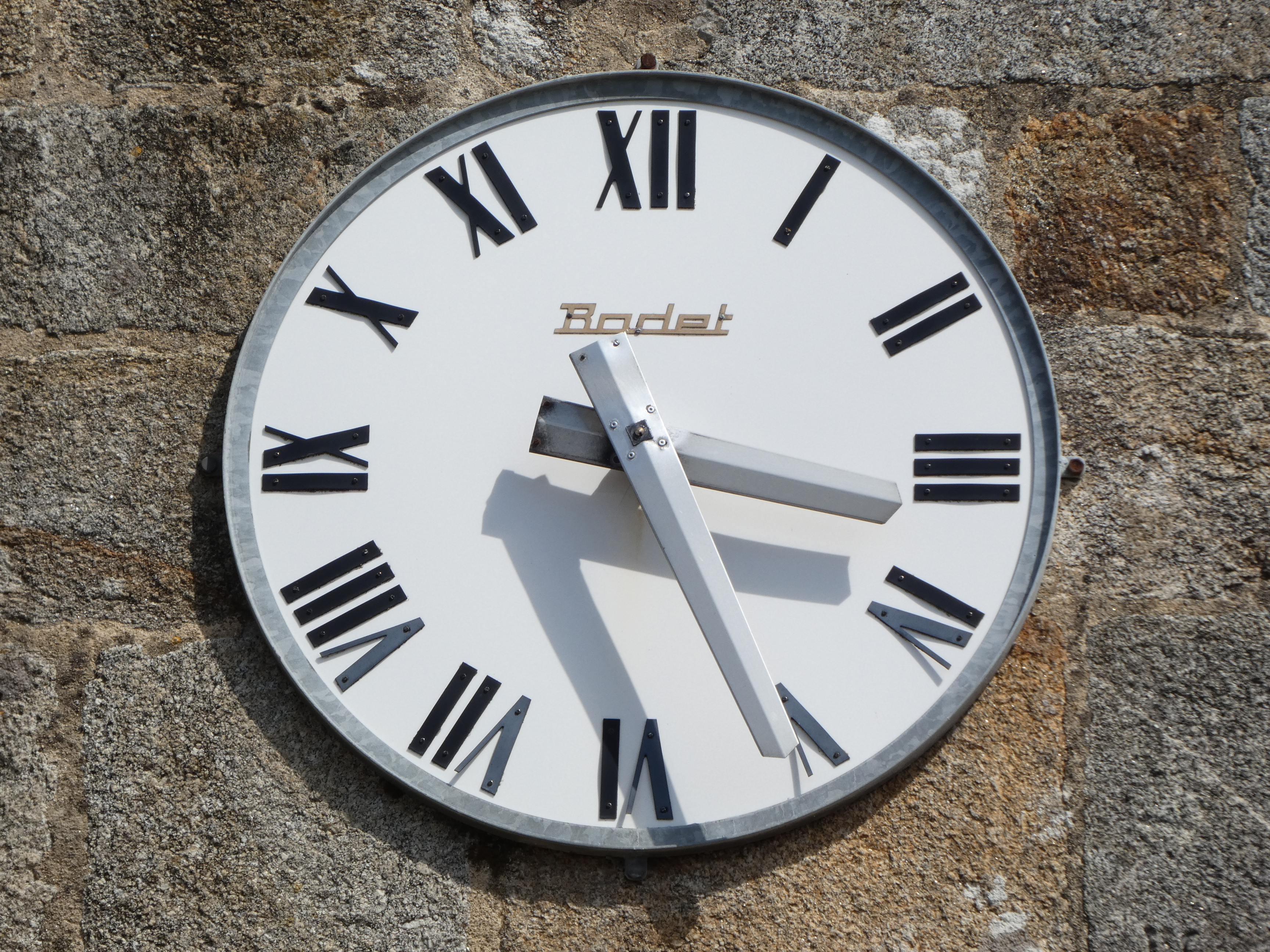
Bodet-Uhr an der Fassade der Kirche Saint-Drien in Le Drennec

- Mehrere Wegekreuze

## Wirtschaft
Im Jahre 1868 wurde die Uhrenfirma Bodet in Trémentines gegründet.

## Verkehr
Trémentines wird durchquert von der Departementsstraße D 160, die ehemalige Route nationale 161, von Cholet im Südwesten nach Angers über Chemillé-en-Anjou im Norden. Die nachgeordneten Departementsstraßen D 133, D 147, D 160E, D 249 und lokale Landstraßen verbinden das Zentrum der Gemeinde mit den Weilern und Nachbargemeinden. Die Autoroute A 87 von Angers nach La Roche-sur-Yon wird mit einer Autobahnraststätte durch das westliche Gemeindegebiet geführt.
Eine Buslinie der Transportgesellschaft Choletbus des Gemeindeverbands verbindet die Gemeinde mit Cholet. Zwei Buslinien der Transportgesellschaft Aléop der Region Pays de la Loire verbinden Trémentines mit Cholet, Saumur und Angers.
Die Eisenbahnstrecke von Cholet nach Angers durchquert das Gebiet der Gemeinde ohne Haltepunkt.

## Persönlichkeiten
- Félix-Pierre Fruchaud (1811–1874), Erzbischof von Tours, geboren in Trémentines
- Alfred Jungbluth (1865–1914), französischer Bildhauer und Illustrator, geboren in Trémentines
- Henri Fruchaud (1894–1960), französischer Arzt und Compagnon de la Libération, beerdigt in Trémentines